# Vojkov
Vojkov település Csehországban, a Benešovi járásban. Vojkov Heřmaničky, Prosenická Lhota, Štětkovice, Kosova Hora, Votice és Vrchotovy Janovice településekkel határos. Lakosainak száma 467 fő (2024. január 1.).

## Népesség
A település lakosságának változását az alábbi diagram mutatja:
| Lakosok száma | 1201 | 1095 | 967  | 702  | 648  | 481  | 501  | 493  | 471  | 467  |
|               | 1869 | 1890 | 1921 | 1950 | 1980 | 2001 | 2017 | 2019 | 2022 | 2024 |